# 387 Aquitania
387 Aquitania è un asteroide della fascia principale del diametro medio di circa 100,51 km. Scoperto nel 1894, presenta un'orbita caratterizzata da un semiasse maggiore pari a 2,7387700 UA e da un'eccentricità di 0,2371939, inclinata di 18,13654° rispetto all'eclittica.
Il suo nome è dedicato all'omonima provincia romana e attuale regione francese.